# Jay Blackton
Jay Blackton (* 25. März 1909 als Jay Schwartzdorf in New York City; † 8. Januar 1994 in Los Angeles, Kalifornien) war ein US-amerikanischer Dirigent.

## Leben
Blackton absolvierte die Juilliard School und war ab 1927 als Dirigentassistent am New York Opera Comique tätig. Von 1937 bis 1942 war er an der St. Louis Municipal Opera engagiert. Dort wurde er von Richard Rodgers und Oscar Hammerstein entdeckt, woraus eine langjährige Broadway-Karriere erwuchs. So war er auch an dem Musical Oklahoma! beteiligt, für dessen filmische Umsetzung er 1956 gemeinsam mit Robert Russell Bennett und Adolph Deutsch den Oscar in der Kategorie „Beste Filmmusik“ gewann. Im selben Jahr war er gemeinsam mit Cyril J. Mockridge für einen weiteren Oscar in derselben Kategorie für die Musik zur Filmkomödie Schwere Jungs – leichte Mädchen nominiert.
In den 1960er Jahren war er am New York State Theater tätig.
Blackton war verheiratet und Vater zweier Kinder.